# Sant Ramon d'Ermedàs
Sant Ramon d'Ermedàs és una església d'Ermedàs (Baix Empordà), catalogada com a bé cultural d'interès local.

## Història
Les notícies documentals provenen de les visites pastorals dels segles xvii-xix. Segons un document inèdit del 1790, era dedicada a Sant Ramon de Penyafort, però ja des de molt temps enrere s'hi celebrava la festa del veïnat per la diada de Sant Ramon Nonat.
El retaule i el mobiliari van ser cremats el 1936. El presbiteri era decorat amb plafons de rajoles decorades en blau gòtico-renaixentistes, mostres dels quals es troben al dipòsit del Museu del Suro de Palafrugell.

## Descripció

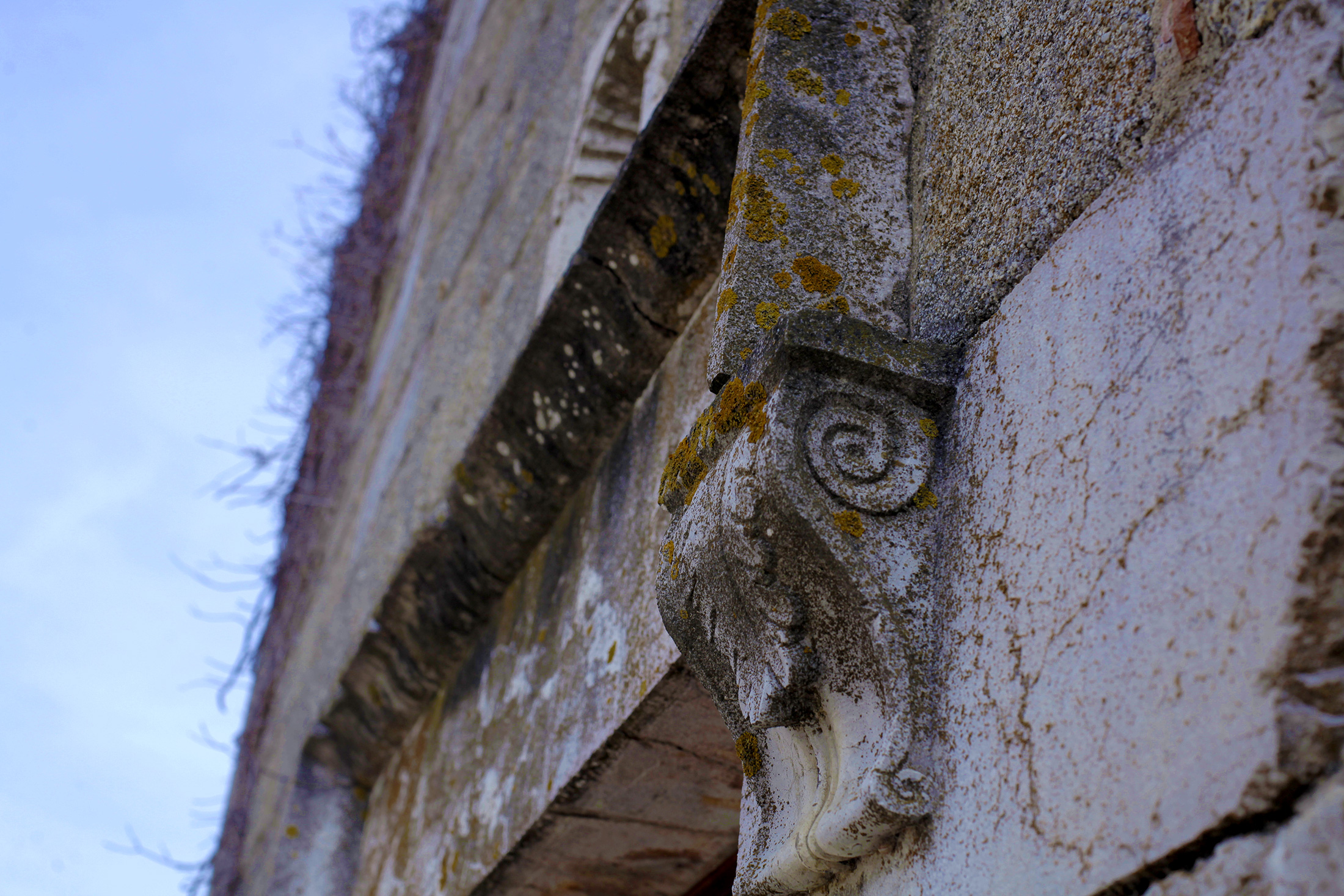
Detall de la llinda amb les mènsules decorades amb motius vegetals

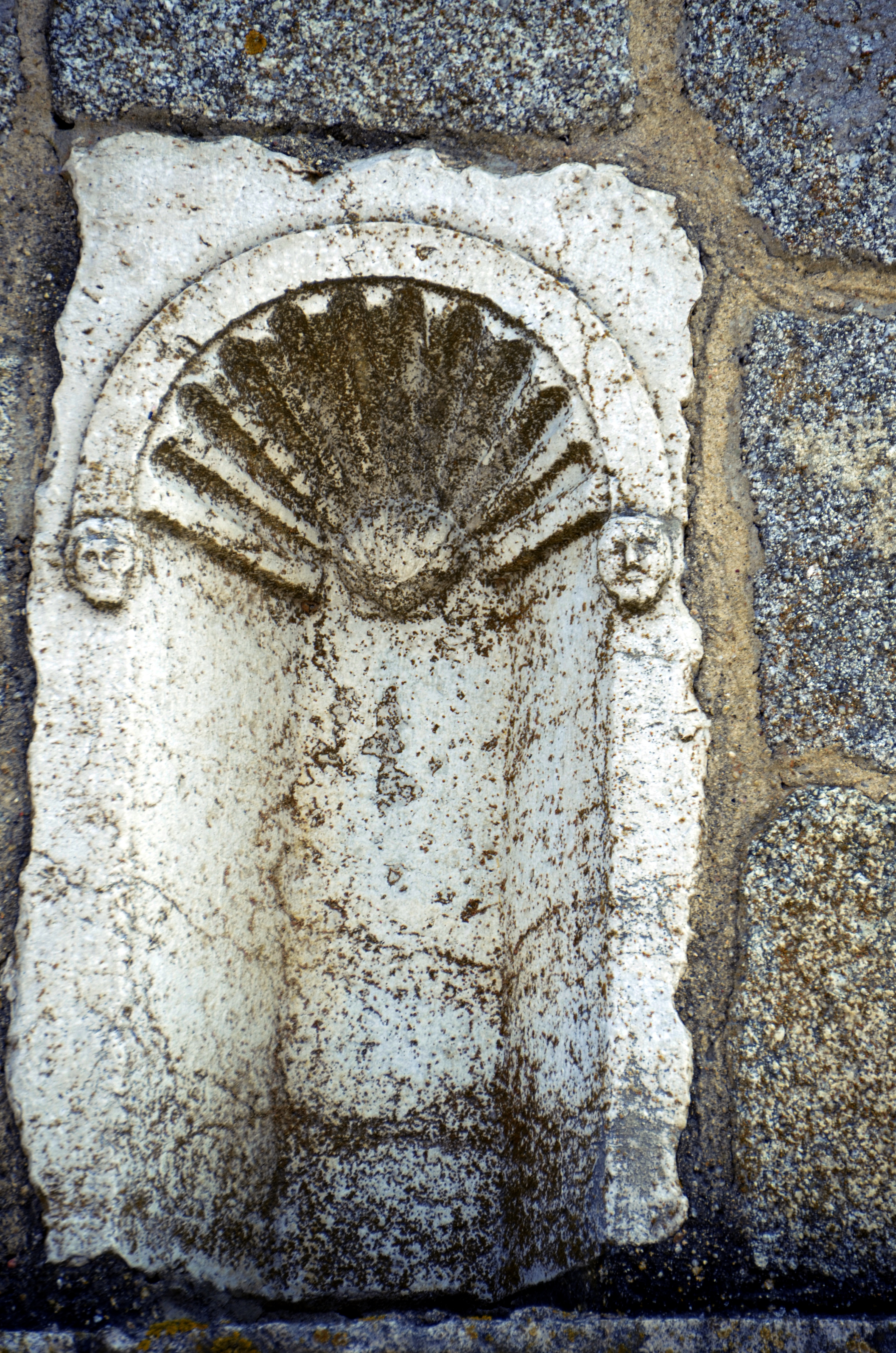
Detall de l'obertura amb petits caps humans en relleu

Es tracta d'un edifici d'una sola nau amb absis semicircular, sense diferenciació per mitjà de cantonada entre la dita nau i l'absis. La coberta amb volta apuntada és de teula, a dues vessants, sense arc triomfal ni diferència de nivell de coberta que senyali l'entrada al presbiteri. La portada, de tipus senzill, presenta una porta rectangular amb una llinda emmarcada per una motllura guardapols, als extrems de la qual hi ha mènsules decorades amb motius vegetals. Al damunt d'aquesta obertura hi ha una petita fornícula d'arc de mig punt amb petits caps humans en relleu i, més amunt encara, es troba un òcul de petites dimensions, atrompetat i amb decoració calada, tardogòtica.
A la part superior de l'església es conserven dues pilastres d'un campanar de cadireta. La façana està rematada amb una espadanya de dos pilars sense arc. En el mur meridional i al centre de la capçalera hi ha finestres de doble biaix: exteriorment són d'arc de mig punt, però a l'interior tenen forma rectangular. El parament és de carreus molt grans de granit de la contrada, escairats amb poca cura i amb molt reble entremig. Les obertures del frontis són tallades de calcària de Girona. Cal remarcar que la seva planta i algunes altres estructures són de tradició romàtica metre altres detalls són pervivències de formes gòtiques i renaixentistes: rosetó, portada.